# Лема Бернсайда
У математиці і зокрема в теорії груп і комбінаториці лема Бернсайда  — результат, що визначає кількість орбіт при дії певної групи на деякій множині. Часто також використовуються назви обчислювальна теорема Бернсайда, лема Коші-Фробеніуса. Названа на честь англійського математика Вільяма Бернсайда, хоча була відома і до нього.

## Твердження леми
Нехай {\displaystyle G}  — скінченна група, що діє на деякій множині {\displaystyle X}. Для кожного {\displaystyle g\in G} позначимо {\displaystyle X^{g}=\{x\in X|gx=x\}}. Лема Бернсайда дає формулу числа орбіт групи {\displaystyle G}, що позначається {\displaystyle |X/G|}:
{\displaystyle |X/G|={\frac {1}{|G|}}\sum _{g\in G}|X^{g}|.}

## Доведення
Спершу використовуючи два способи обчислення маємо:
{\displaystyle \sum _{g\in G}|X^{g}|=|\{(g,x)\in G\times X:g\cdot x=x\}|=\sum _{x\in X}|G_{x}|}
де {\displaystyle G_{x}}  - стабілізатор елемента x. Далі враховуючи, що кількість елементів групи G рівна добутку кількості елементів стабілізатора і орбіти x можна записати:
{\displaystyle \sum _{x\in X}|G_{x}|=\sum _{x\in X}{\frac {|G|}{|\operatorname {orb} _{G}(x)|}}}
розглянувши окремо деяку орбіту B, в множині X одержуємо: 
{\displaystyle \sum _{x\in B}{\frac {1}{|\operatorname {orb} _{G}(x)|}}=|B|{\frac {1}{|B|}}=1}
зважаючи, що X є об'єднанням таких орбіт звідси випливає:
{\displaystyle \sum _{x\in X}{\frac {1}{|\operatorname {orb} _{G}(x)|}}=|X/G|}
знову пригадуючи інший спосіб обчислення остаточно одержуємо:
{\displaystyle \sum _{g\in G}|X^{g}|=|G|\cdot |X/G|\Leftrightarrow |X/G|={\frac {1}{|G|}}\sum _{g\in G}|X^{g}|,}
що завершує доведення.

## Приклад застосування
Формула Бернсайда може бути використана для обчислення незалежних від поворотів розфарбувань граней куба.
Нехай X множина всіх 36 можливих розфарбувань граней куба в три кольори, а G  - група поворотів куба, що діє на X. Два елементи X належать до однієї орбіти, якщо один одержується з іншого за допомогою деякого повороту. Тож для обрахунку різних кубів треба обчислити кількість орбіт у множині X під дією групи G. Для цього визначимо кількість незмінних елементів для кожного з 24 поворотів і використаємо лему Бернсайда.

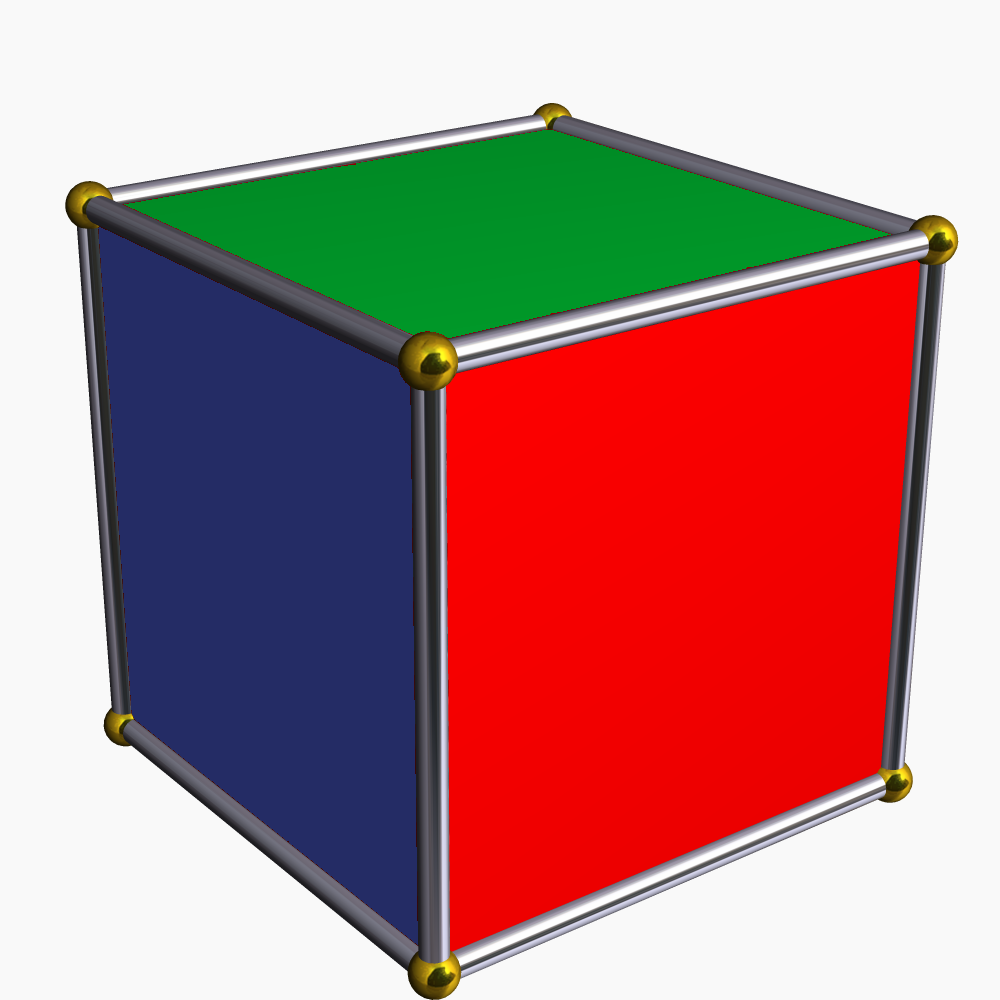
Куб з кольоровими гранями

- одиничний елемент при якому усі 36 елементів X залишаються незмінними
- шість поворотів на 90 градусів навколо осей, що з'єднують центри протилежних граней, при кожному 33 елементів X залишаються незмінними
- три повороти на 180 градусів навколо осей, що з'єднують центри протилежних граней, при кожному 34 елементів X залишаються незмінними
- вісім поворотів на 120 градусів навколо осей, що з'єднують протилежні вершини, при кожному 32 елементів X залишаються незмінними
- шість поворотів на 180 градусів навколо осей, що з'єднують центри протилежних ребер, при кожному 33 елементів X залишаються незмінними

Тому згідно з формулою Бернсайда:
{\displaystyle {\frac {1}{24}}\left(3^{6}+6\times 3^{3}+3\times 3^{4}+8\times 3^{2}+6\times 3^{3}\right)=57.}
Отже, загальна кількість різних з урахуванням поворотів кубів, грані яких розфарбовані в три кольори, рівна 57. 
Загалом, якщо грані розфарбовані в n кольорів, то справедлива формула:
{\displaystyle {\frac {1}{24}}\left(n^{6}+3n^{4}+12n^{3}+8n^{2}\right)}